# Бек Сёренсен, Мадс
Мадс Бек Сёренсен (дат. Mads Bech Sørensen; род. 7 января 1999, Дания) — датский футболист, защитник клуба «Мидтьюлланн».

## Клубная карьера
Сёренсен — воспитанник клубов «Остбирк» и «Хорсенс». 3 мая 2015 года в матче против «ХБ Кёге» он дебютировал в Первом дивизионе Дании в составе последних. В 2016 году Сеёренсен помог клубу выйти в элиту. 13 августа в матче против «Силькеборга» он дебютировал в датской Суперлиге. 23 июля 2017 года в поединке против «Люнгбю» Мадс забил свой первый гол за «Хорсенс». Летом того же года Сёренесен перешёл в английский «Брентфорд». 9 марта 2019 года в матче против «Мидлсбро» он дебютировал в Чемпионшипе. 24 февраля 2021 года в поединке против «Шеффилд Уэнсдей» Мадс забил свой первый гол за «Брентфорд». В том же году Сёренсен помог клубу выйти в элиту. 13 августа в матче против лондонского «Арсенала» он дебютировал в английской Премьер-лиге.
Летом 2022 года Сёренсен на правах аренды перешёл во французскую «Ниццу». В январе 2023 года до конца сезона был арендован нидерландским «Гронингеном». 

## Международная карьера
В 2021 году Сёренсен в составе молодёжной сборной Дании принял участие в молодёжном чемпионате Европы в Венгрии и Словении. На турнире он сыграл в матчах против Франции, Исландии и России.